# Ablabesmyia formulosus
Ablabesmyia formulosus es una especie de insecto díptero. Fue descrito por primera vez en 1889 por Frederick Askew Skuse. 
Pertenece al género Ablabesmyia, familia Chironomidae.

## Distribución
Se distribuye por Austria.